# سوفي أرنولد
سوفي أرنولد (بالفرنسية: Sophie Arnould )‏ (و. 1740 – 1802 م) هي صاحبة صالون أدبي، ومغنية أوبرا، وممثلة مسرحية، وعارضة فرنسية، ولدت في باريس، بدأت مشوارها المهني سنة 1757، توفيت في باريس، عن عمر يناهز 62 عاماً.